# Новороссийская военно-морская база
Новороссийская военно-морская база (войсковая часть 99608) — оперативно-тактическое территориальное объединение в составе Черноморского флота в Цемесской бухте в порту Новороссийска.

## История создания
Новороссийская военно-морская база — самое молодое объединение Военно-Морского Флота России на кавказском побережье Чёрного моря.
История базы связана с возникновением Новороссийского торгового порта на северо-восточном побережье Чёрного моря у незамерзающей Цемесской бухты. Предшественником её стал Новороссийский военный порт под командованием капитана 2-го ранга С. Я. Якушева, сформированный приказом командующего Черноморским флотом во второй половине 1916 года. Именно на его базу был эвакуирован Черноморский флот при наступлени немцев в Крым в апреле 1918 года и тут он был частично потоплен по приказу В. И. Ленина в июне 1918 из-за угрозы захвата.
В период гражданской войны Новороссийский военный порт также существовал в 1918—1920 годах как формирование Белого флота на Чёрном море, тогда им командовали капитан 2-го ранга В. Н. Потёмкин, контр-адмиралы А. М. Клыков и Ф. А. Вяткин. На его основе осуществлялась плохо организованная Новороссийская эвакуация ВСЮР.
В Советской России первые база была сформирована в июле 1920 года. В её состав вошли: военный порт, 36 кораблей и судов, звено гидроавиации, Новороссийский укреплённый район, флотский полуэкипаж, судо-подъёмная партия и различные береговые учреждения. Корабли и части базы участвовали в разгроме белогвардейской армии Врангеля в Крыму и освобождении Советской Армией Закавказья. После завершения Гражданской войны база была значительно сокращена.
В конце 1930-х годов, в связи с обострением международной обстановки, состав базы постепенно увеличивался. В 1940 году она включала: соединение кораблей охраны водного района, части береговой артиллерии и различные службы обеспечения. На Новороссийскую военно-морскую базу базировался дивизион ПЛ, отряд торпедных катеров.
Перед началом Великой Отечественной войны, в декабре 1940 года, Новороссийской ВМБ придаётся полный статус. Приказом Командующего ЧФ от 29 января 1941 года была определена штатная структура с управлением и штабом базы.
Были развёрнуты: дивизионы кораблей охраны водного района, учебный дивизион подводных лодок, отряд торпедных катеров, части береговой артиллерии и тыла, составившие основные силы объединения.
С началом Великой Отечественной войны корабли и подразделения Новороссийской военно-морской базы вступили в бой, став опорным пунктом поддержки осаждённых гарнизонов Одессы и Севастополя. Корабли и части Новороссийской ВМБ в декабре 1941 года принимали самое активное участие в Керченско-Феодосийской десантной операции. В первой половине 1942 года они обеспечивали морские перевозки и эвакуацию войск из осаждённого Севастополя и с Керченского полуострова.
В результате ожесточённых боев в сентябре 1942 года советские войска оставили большую часть Новороссийска. Штаб базы и её основные силы были передислоцированы в г. Геленджик. Оттуда в сентябре 1943 года были осуществлены высадки морских десантов на Малую землю и в Южную Озерейку при освобождении города. Беспримерный героизм проявили морские пехотинцы, занявшие в феврале 1943 года под командованием майора Цезаря Куникова плацдарм в районе Станички, названный впоследствии Малой Землёй. Моряки-новороссийцы во главе с командиром базы капитаном 1 ранга Г. Н. Холостяковым отстояли город и были одними из первых его освободителей.
С сентября 1943 года, когда Новороссийск был освобождён от немецко-фашистских захватчиков, началась многолетняя борьба с минной опасностью. В результате траления в акватории порта было уничтожено более 40 неконтактных мин.
В апреле 1947 года Новороссийская ВМБ была расформирована и преобразована в Управление охраны водного района Новороссийска (в литературе встречаются утверждения, что она была расформирована в сентябре 1944 года или «вскоре после войны»). Затем с 1950 по 1960 годы соединение именовалось 109-й бригадой охраны водного района, а после её расформирования в ходе хрущёвского сокращения Вооружённых сил Новороссийск на длительное время стал Военно-морским районом тылового базирования Черноморского флота.

### Повторная реорганизация
В результате распада СССР образовались два новых независимых государства в Азово-Черноморском бассейне — Грузия и Украина. До 1991 года основные силы Черноморского флота базировались именно в этих республиках. Гражданская война в Грузии, проблемы с разделом и размещением российской части флота в Крыму заставили командование серьёзно задуматься об использовании Новороссийска как пункта базирования флота.
Постановлением № 1011-47 «О формировании Новороссийского военно-морского района (НВМР) и создании системы базирования сил Военно-Морского Флота на территории Краснодарского края» 8 сентября 1994 года Правительство Российской Федерации определило статус возрождённого Новороссийского военно-морского соединения. В ноябре 1994 года Главнокомандующий ВМФ РФ утвердил состав сил Новороссийского военно-морского района, а в марте 1995 года был утверждён штат управления НВМР. Первым командиром НВМР стал контр-адмирал Евгений Васильевич Орлов, впоследствии вице-адмирал, заместитель командующего Черноморским флотом.
Приказом Главнокомандующего ВМФ № 253 от 15 июля 1996 года установлен ежегодный праздник Новороссийского ВМР — 8 сентября.
В 1997 году Черноморский флот приобрёл статус Российского. Директивой начальника Генерального штаба Вооружённых сил от августа 1997 года Новороссийский военно-морской район был преобразован в Новороссийскую военно-морскую базу Черноморского флота. Примечательно, что воссоздание Новороссийской военно-морской базы произошло ровно через 50 лет после её последнего расформирования.
Основные задачи НВМБ — содействие силам Южного военного округа на приморском направлении, охрана государственной границы России во взаимодействии с силами погранвойск, обеспечение развертывания сил флота, а также обеспечение воинских морских перевозок.

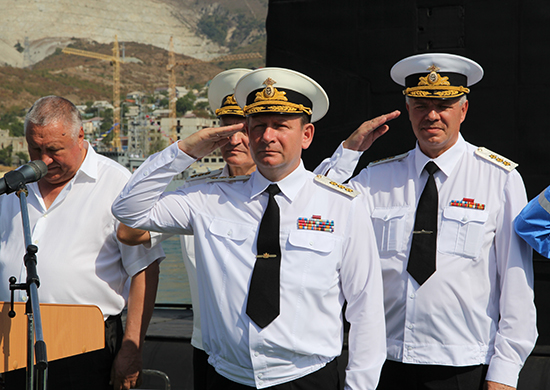
Главком ВМФ РФ Виктор Чирков и командующий ЧФ РФ Александр Витко на церемонии встречи подводной лодки «Новороссийск» на Новороссийской военно-морской базе. 21 сентября 2015 года

Зона ответственности Новороссийской ВМБ простирается от границ с Грузией на Чёрном море до границ с Украиной на Азовском море.
С каждым годом в базе наращивается интенсивность боевой учёбы, увеличивается объём поставленных перед кораблями и частями задач. В Новороссийской ВМБ регулярно проводятся командно-штабные учения, корабли выходят в море на боевое дежурство, береговые войска отрабатывают задачи боевой подготовки на войсковых полигонах ЮВО. В Новороссийске дислоцируются соединения, имеющие в своём составе противолодочные и противоминные корабли, поисково-спасательные и гидрографические суда, части тыла и судоремонта. Береговую оборону обеспечивают части береговых войск и морской пехоты, инженерные подразделения. Ежегодно корабли выполняют задачи на учениях под руководством командования ЧФ. Береговые ракетчики ежегодно в рамках сбор-похода сил Черноморского флота проводят практические ракетные стрельбы с Таманского полуострова. Моряки-новороссийцы неоднократно удостаивались Приза Главнокомандующего ВМФ за лучшую ракетную стрельбу. Дважды МТЩ «Железняков» принимал участие в международных манёврах «Блэксифор». Поисково-спасательные силы флотского объединения обеспечили судоподъём 9 объектов, затонувших в Новороссийской бухте. Военные моряки неоднократно привлекались к ликвидации стихийных последствий в Краснодарском крае. Новороссийскими военными моряками были обнаружены, вытралены и уничтожены 10 морских мин времен Великой Отечественной войны.

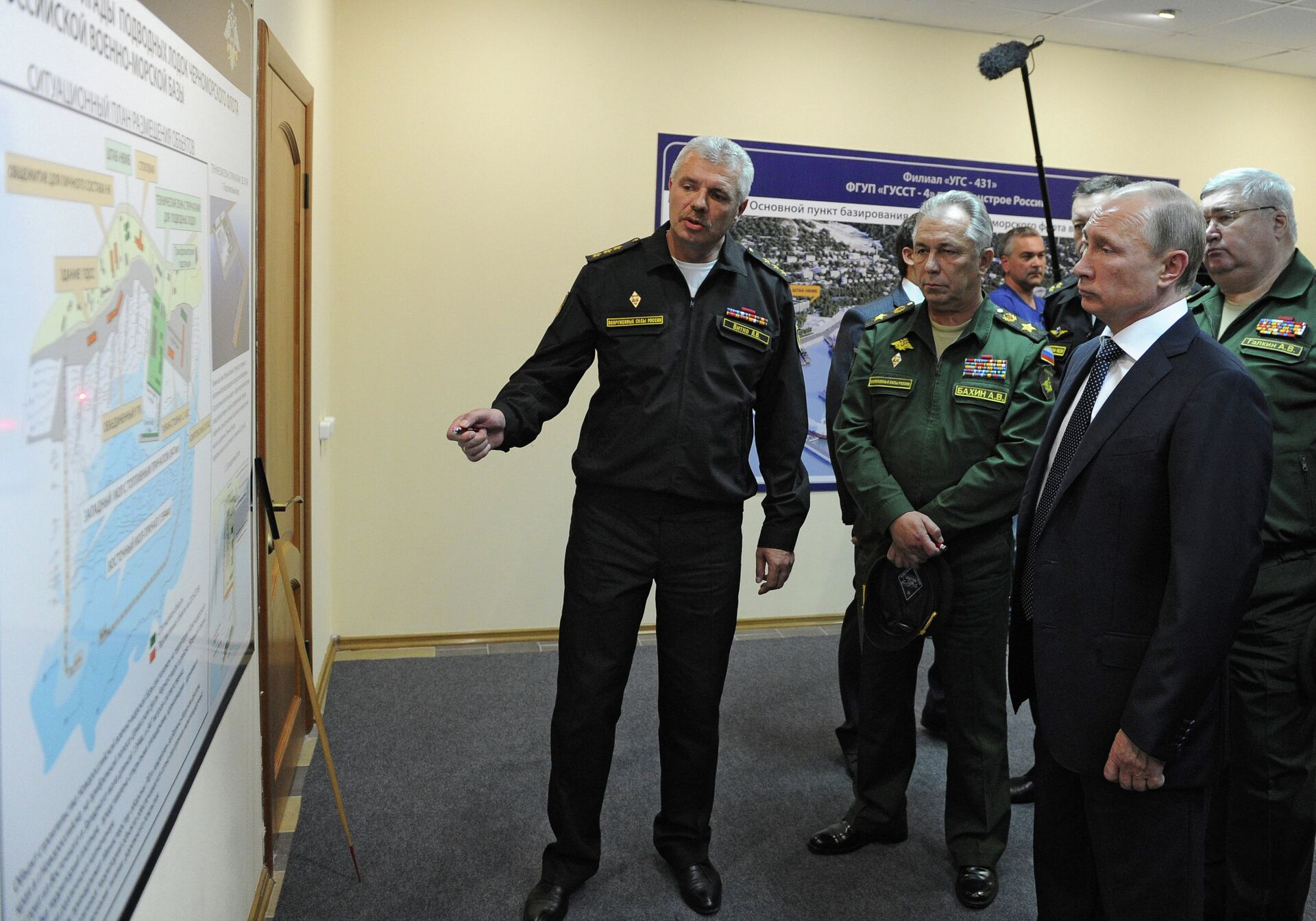
Адмирал А. В. Витко информирует президента России В. В. Путина о ходе строительства пункта базирования ЧФ в Новороссийске.
23 сентября 2014 года

- 1996 г. — морской тральщик «Железняков» принял участие в международных военно-морских учениях «Си-бриз».
- 1997 г. — весной личный состав объединения принял участие в командно-штабном стратегическом учении «Редут-97», проходившем под руководством Министра обороны РФ. Оценка, выставленная за учение, подтвердила, что командный пункт способен эффективно управлять силами военно-морского района в «боевых» условиях. Соединение кораблей охраны водного района активно участвует во всех мероприятиях боевой подготовки Черноморского флота.
- 2003 г. — подразделению морской пехоты было доверено представлять Андреевский флаг на международном учении «Фарватер мира». Флотские спасатели НВМБ приняли участие в международных учениях авиационно-космического спасательного комплекса «САРЕКС-МКС-2003», с участием специалистов России, США и Канады. Береговые артиллеристы успешно выполнили комплекс мероприятий по освоению и испытанию нового артиллерийского комплекса «Берег», аналогов которому в мире нет.
- 2008 г. — в ходе войны в Грузии подразделения Новороссийской ВМБ приняли участие в десантной операции в её рамках.
- с марта 2014 г., — участие частей в аннексии Крыма Россией.
- В сентябре 2015 года возведены причалы для размещения дизель-электрических подводных лодок нового поколения (проект 636.3)[6].
- В ближнесрочной перспективе в состав Новороссийской базы начнут поступать новейшие патрульные корабли проекта 22160, из которых будет создано соединение надводных кораблей[7]

## Обеспечение военно-морского и международного сотрудничества
Командование и личный состав НВМБ обеспечивают на южном направлении страны внешнеполитические связи России с зарубежными государствами. В Новороссийске осуществляют частые заходы иностранные военные корабли. За время существования флотского объединения было обеспечено более 50 деловых и дружественных визитов представителей ВМС США, Великобритании, Франции, Италии, Турции, Греции, Болгарии, Голландии, Уругвая, Грузии, Украины и Румынии. В период подготовки и проведения визитов командованием НВМБ проведены встречи с военно-морскими атташе иностранных государств, а также с послами Италии и Чили, с консулами Франции и Греции. Отработано взаимодействия с ВМС иностранных государств. Новороссийск—это основной пункт по руководству учениями военно-морских сил причерноморских государств «Блэксифор» на российском побережье. В зоне ответственности базы создан и успешно действует постоянный информационный координационный центр по управлению этими учениями.

## Происшествия
Атака дронов
4 августа 2023 года надводные дроны украинских ВМФ атаковали находившийся на базе большой десантный корабль «Оленего́рский горня́к». По российским данным корабль принял участие в успешном отражении атаки, однако позже в СМИ появилась информация о том, что один из дронов серьезно повредил корабль.

## Командиры Новороссийской военно-морской базы

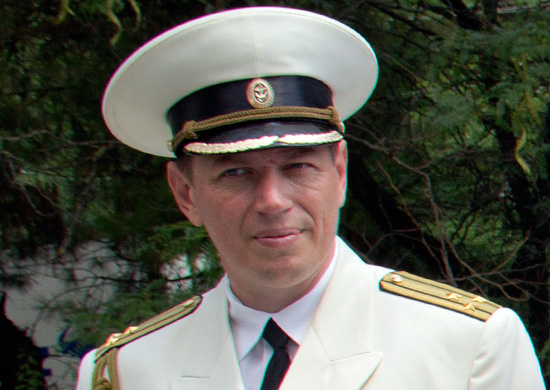
Командир
Новороссийской военно-морской базы
контр-адмирал Олег Шастов

Во время Великой Отечественной войны базой командовали:
- капитан 1-го ранга Александров Александр Петрович  (июнь 1940 — июль 1941)
- капитан 1-го ранга Фролов Александр Сергеевич (июль — сентябрь 1941);
- контр-адмирал Холостяков Георгий Никитич (сентябрь 1941 — март 1944);
- контр-адмирал Александров Александр Петрович (март 1944 — декабрь 1944);
- капитан 1-го ранга Зубков Александр Илларионович (декабрь 1944 — август 1945).

Командиры базы в РФ:
- контр-адмирал, с 1998 вице-адмирал Орлов Евгений Васильевич (1997—2001),
- вице-адмирал Рогатин Владимир Иванович (2001—2004),
- вице-адмирал Меняйло Сергей Иванович (2004—2009),
- контр-адмирал Липинский Анатолий Иванович (2009—2010),
- контр-адмирал Турилин Александр Васильевич (2010—2011),
- контр-адмирал Пинчук Сергей Михайлович (2011—2014),
- контр-адмирал Шастов Олег Николаевич (2014—2019),
- контр-адмирал Кочемазов Виктор Николаевич (с 2019).

## Начальники штаба Новороссийской военно-морской базы
- капитан 2 ранга Грозный B.C. (1941),
- капитан 1 ранга Холостяков Георгий Никитич (1941),
- вице-адмирал Григорьев Виссарион Виссарионович (1941—1942),
- капитан 1 ранга Свердлов Аркадий Владимирович (1943),
- контр-адмирал Санько Иван Фёдорович (1997—1998),
- контр-адмирал Халайчев Евгений Георгиевич (1998—2001),
- контр-адмирал Безмельцев Александр Викторович (2001—2004),
- контр-адмирал Меняйло Сергей Иванович (2004—2005),
- контр-адмирал Суров Алексей Борисович (2005—2007),
- капитан 1 ранга Крылов Евгений Георгиевич (2007—2011),
- капитан 1 ранга Шастов Олег Николаевич (2011—2014),
- капитан 1 ранга Смирнов Валерий А. (2014—2017),
- капитан 1 ранга Пешкуров Олег Иванович (2017—2021),
- капитан 1 ранга Ефремов Дмитрий Леонидович (с 2021).

## Состав НВМБ
| #     | Проект | Название                 | Класс | Год  | Статус     |
| ----- | ------ | ------------------------ | ----- | ---- | ---------- |
| 0     | 877    | Б-871 «Алроса»           | ДЭПЛ  | 1990 | в ремонте  |
| 01670 | 636.3  | Б-261 «Новороссийск»     | ДЭПЛ  | 2014 | в строю    |
| 01671 | 636.3  | Б-237 «Ростов-на-Дону»   | ДЭПЛ  | 2014 | уничтожена |
| 01672 | 636.3  | Б-262 «Старый Оскол»     | ДЭПЛ  | 2015 | в строю    |
| 01673 | 636.3  | Б-265 «Краснодар»        | ДЭПЛ  | 2015 | в строю    |
| 01674 | 636.3  | Б-268 «Великий Новгород» | ДЭПЛ  | 2016 | в строю    |
| 01675 | 636.3  | Б-271 «Колпино»          | ДЭПЛ  | 2016 | в строю    |

| #                                             | Проект | Название                   | Класс | Год  | Статус                  |
| --------------------------------------------- | ------ | -------------------------- | ----- | ---- | ----------------------- |
| 181-й дивизион малых противолодочных кораблей |        |                            |       |      |                         |
| 053                                           | 1124М  | Поворино                   | МПК   | 1989 | в строю                 |
| 054                                           | 1124М  | Ейск                       | МПК   | 1989 | в строю                 |
| 055                                           | 1124М  | Касимов                    | МПК   | 1986 | в строю                 |
| 170-й дивизион тральщиков                     |        |                            |       |      |                         |
| 901                                           | 12660  | Железняков                 | МТЩ   | 1988 | в строю                 |
| 770                                           | 266МЭ  | Валентин Пикуль            | МТЩ   | 2001 | в строю                 |
| 908                                           | 02668  | Вице-адмирал Захарьин      | МТЩ   | 2009 | в строю                 |
| 426                                           | 1265   | Минеральные Воды           | БТЩ   | 1990 | в строю                 |
| 438                                           | 1265   | Лейтенант Ильин            | БТЩ   | 1982 | в резерве 1-й категории |
|                                               | 1251   | РТ-168 (рейдовый тральщик) | РТЩ   | 1969 |                         |
| 506                                           |        | Даурия                     |       | 1968 | в строю                 |

| #                         | Проект | Название        | Класс                 | Год  | Статус    |
| ------------------------- | ------ | --------------- | --------------------- | ---- | --------- |
| ВМ-86                     | 522    | ВМ-86           | водолазное судно      | 1955 | в строю   |
| ВМ-108                    | 522    | ВМ-108          | водолазное судно      | 1958 | в строю   |
| ПЖК-58                    | 364    | ПЖК-58          | противопожарный катер | 1958 | в строю   |
| СБ-4                      | 733в   | СБ-4            | спасательный буксир   | 1959 | в ремонте |
| Орион                     | 733с   | СБ-Орион        | спасательный буксир   | 1963 | в отстое  |
| ПСК-1321                  | СК-620 | ПСК-1321        | поисковый катер       | 1982 | в строю   |
| СБ Профессор Николай Муру | 22870  | СБ Николай Муру | Спасательный буксир   | 2014 | в строю   |

- 382-й отдельный батальон морской пехоты (в/ч 45765 Темрюк)
- 11-я отдельная береговая ракетно-артиллерийская бригада (в/ч 00916, пос. Уташ)
- 650-й узел связи (в/ч 10415, Новороссийск)
- 54-я отдельная морская инженерная рота (в/ч 83382, Новороссийск)